# سس ایتالیایی
سس ایتالیایی (انگلیسی: Italian dressing) نوعی سس سالاد از نوع وینیگرت در آشپزی آمریکایی است که از آب، سرکه یا آبلیمو، روغن گیاهی، فلفل دلمه‌ای خرد شده، شکر یا شربت ذرت، سبزی و ادویه (از جمله پونه کوهی، رازیانه، شوید و نمک) و گاهی پیاز و سیر تشکیل شده‌است.
در مدل «ایتالیایی خامه‌ای»، فراورده‌های لبنی و تثبیت کنند اضافه می‌کنند.